# Stadtpfarrkirche St. Matthäus (Passau)

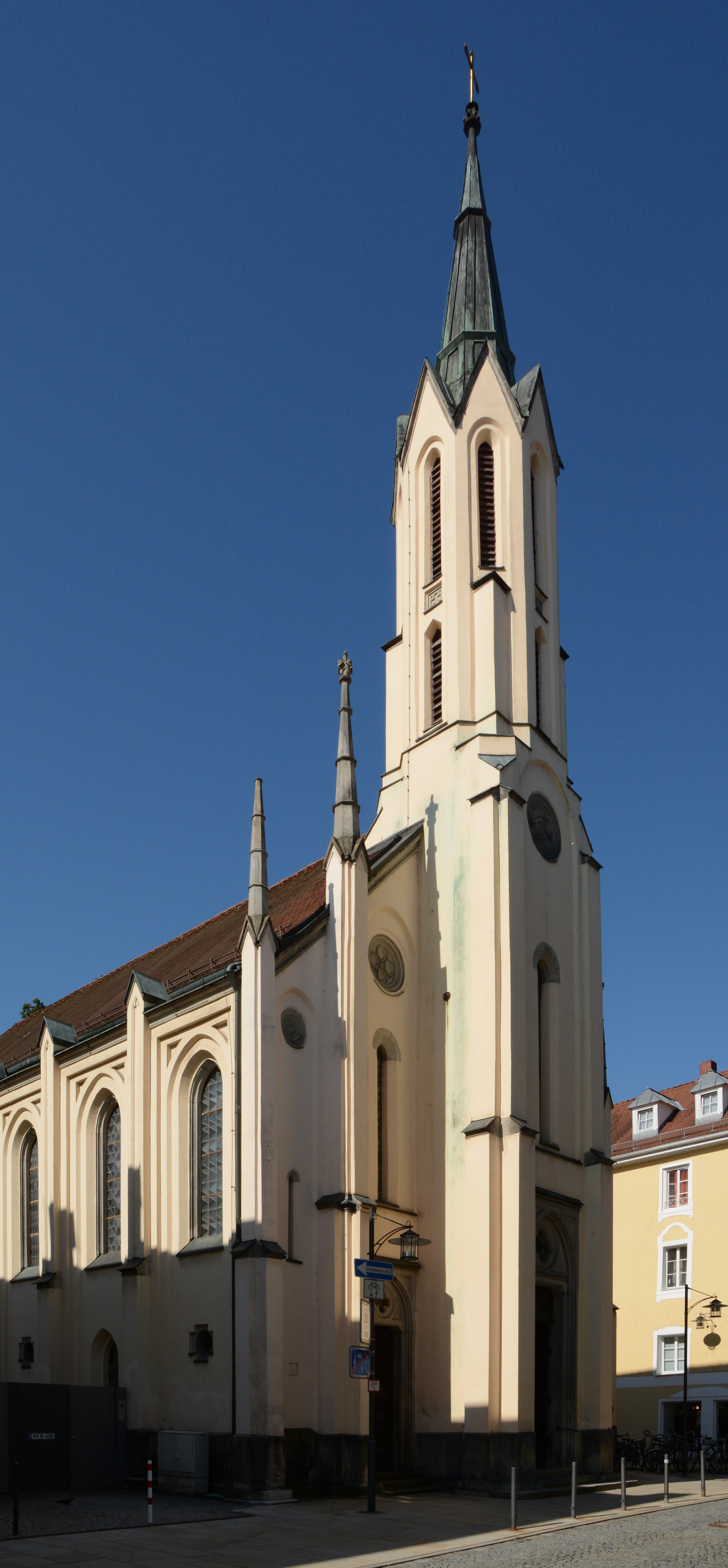
Ansicht von Osten

Die Stadtpfarrkirche St. Matthäus ist die erste evangelische Kirche in Passau. Sie wurde von Friedrich Bürklein entworfen und 1859 eingeweiht.

## Geschichte

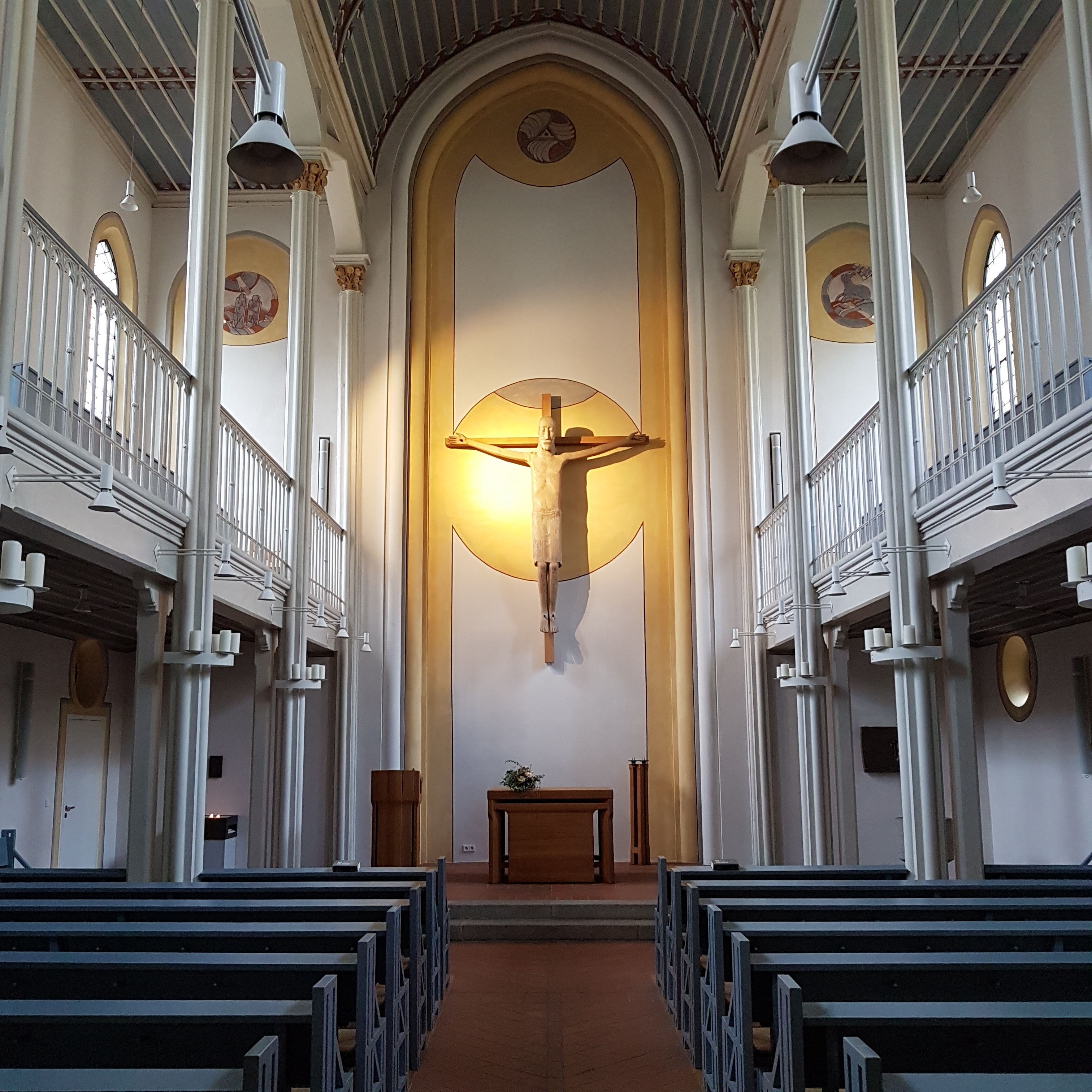
Innenraum (2019)

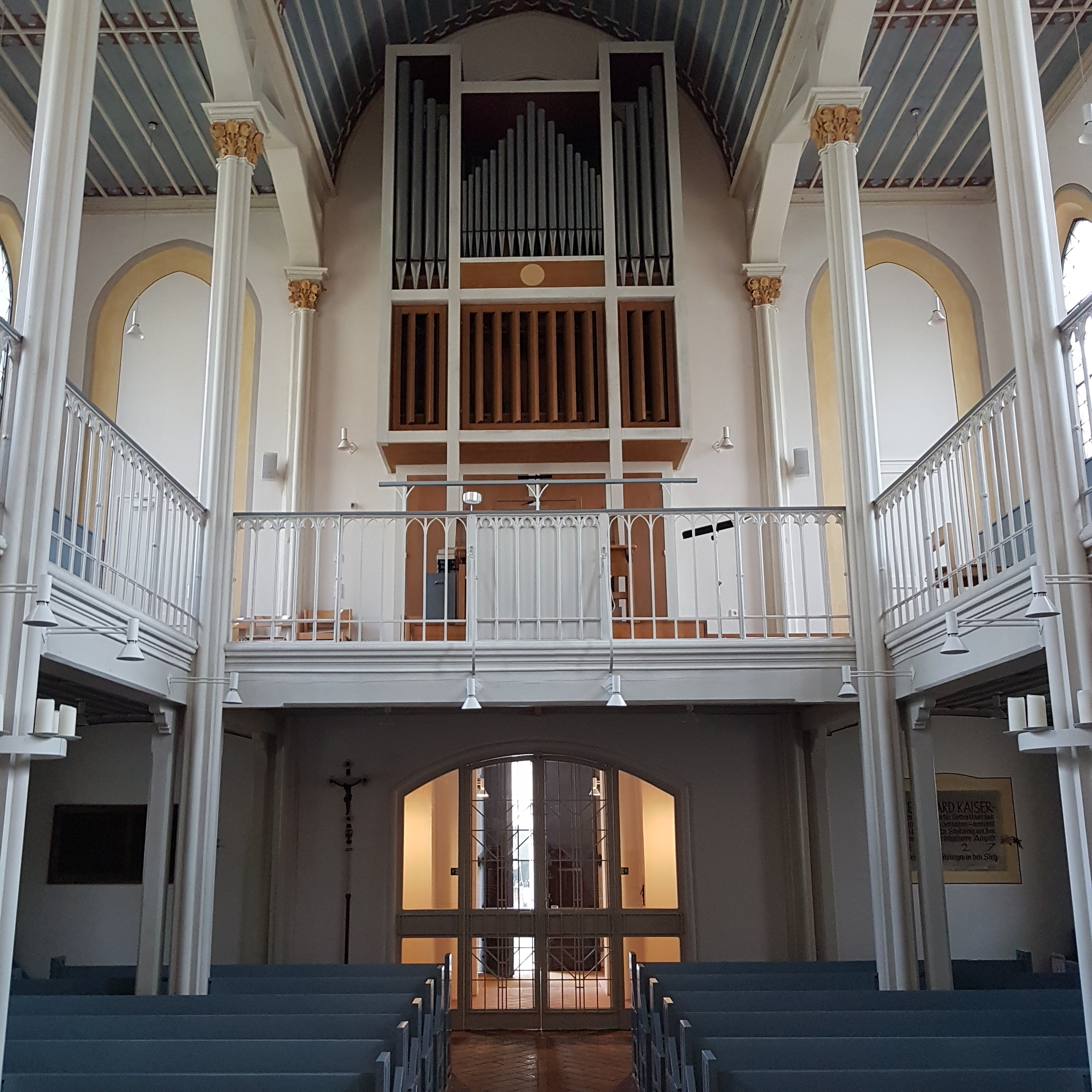
Innenraum, Blick zur Orgel

Noch König Ludwig I. (bis 1848) und nach ihm Bischof Heinrich von Hofstätter hatten über Jahre den Bau einer evangelischen Kirche in Passau verhindert. Der Geistliche Andreas Rutz begründete 1851 die evangelische Schule in der Stadt und wurde treibende Kraft für den Bau einer protestantischen Kirche. Verwirklicht wurde das Vorhaben unter Franz Christoph Wilhelm Bauer, der dort seit 1853 als Vikar tätig war. Die Kirche wurde durch den Münchner Hofarchitekten Friedrich Bürklein entworfen, der auf ein Honorar verzichtete und die Zeichnungsgehilfen selbst bezahlte.
Die Grundsteinlegung erfolgte am 5. November 1856. Die Einweihung fand am 17. Juli 1859 statt. Bauer war bis 1865 der erste Pfarrer der Gemeinde und errichtete das Pfarr- und Schulhaus neben der Kirche.
Die Kirche wurde zuletzt bis zum 25. Oktober 2017 umfassend renoviert.

## Baubeschreibung
Die Matthäuskirche ist eine dreischiffige Staffel- und Emporenhalle mit sechs Jochen und im Stil der Neugotik gestaltet. Die Gebäudeachse verläuft von Nordnordost nach Südsüdwest. Das Innere wird von einer dreiseitig umlaufenden Empore in den Seitenschiffen und über dem Haupteingen geprägt, deren Stahlkonstruktion an die „Industriegotik“ weltlicher Bauten des 19. Jahrhunderts erinnert, mit aber zur fortgeschrittenen Kirchenarchitektur jener Zeit gehört. Der nadelförmige Nordturm erhebt sich über dem Eingang. Er wird im Giebel beidseits durch jeweils zwei spitze, gotische Fialen mit Granitblumen flankiert.

## Ausstattung
Das ehemalige Altarbild stammte von Otto Patzig und war ein Geschenk der Nürnberger Protestanten. Der Bildhauer Karlheinz Hoffmann schuf in den 1950er Jahren eine große Christusfigur, sie wurde seitdem tiefer aufgehängt. Der Gebetsstein stammt aus dem Jahr 2017.
Eine Gedenktafel erinnert an den Theologen und Reformator Leonhard Kaiser, der 1527 in Schärding als Ketzer verbrannt wurde.